# Кнёринген
Кнёринген (нем. Knöringen) — община в Германии, в земле Рейнланд-Пфальц. 
Входит в состав района Южный Вайнштрассе. Подчиняется управлению Ландау-Ланд.  Население составляет 467 человек (на 31 декабря 2010 года). Занимает площадь 2,52 км².